# Индустријска зона ди Пасирана (Милано)
Индустријска зона ди Пасирана је насеље у Италији у округу Милано, региону Ломбардија.
Према процени из 2011. у насељу је живело 32 становника. Насеље се налази на надморској висини од 162 м.